# Mamba (film, 1930)
Pour plus de détails, voir Fiche technique et Distribution.
Mamba est un film américain réalisé par Albert S. Rogell, sorti en 1930.

## Synopsis
En Afrique de l'Est, en 1913, les soldats et les colons allemands et britanniques sont amis à Neu Posen, un avant-poste isolé. Cependant, le riche planteur August Bolte est détesté par les colons et les indigènes, qui l'appellent Mamba (comme le serpent venimeux) à cause de son extrême cruauté. Plus tard, lors d'un voyage en Allemagne, Bolte épouse Helen, la belle fille du comte von Linden, qui se sacrifie dans un mariage de mauvais goût pour sauver son père de la ruine financière et de la prison. Révoltée par la grossièreté de Bolte, elle trouve du réconfort auprès de Karl von Reiden, un jeune officier allemand revenant en Afrique sur le même bateau. Lors d'une réception donnée par Bolte, il exhibe son épouse devant les invités, dont Karl et son ami proche, le major Cromwell, de l'armée britannique. Lorsqu'un indigène déclare Bolte responsable de la mort de sa fille, Hélène est terrifiée par la colère de son mari, mais des nouvelles de la guerre entre l'Angleterre et l'Allemagne arrivent. Malgré ses protestations, Bolte est incapable d'éviter la conscription dans l'armée allemande. Cependant, dans la confusion résultant d'un soulèvement indigène, il parvient à s'échapper dans la jungle, où il est ensuite tué par les rebelles. Alors que la rébellion autochtone se répand, Karl va secourir Helen. Alors que le fort allemand de Neu Posen est sur le point d'être envahi, et malgré l'état de guerre entre l'Angleterre et l'Allemagne, Karl et Helen sont sauvés par un détachement britannique.

## Fiche technique
- Titre original : Mamba
- Réalisation : Albert S. Rogell
- Scénario : Ferdinand Schumann-Heink (en), John Reinhardt
- Direction artistique : Andre Chautin
- Costumes : Edward Stevenson
- Photographie : Charles P. Boyle
- Son : Buddy Myers
- Montage : Richard Cahoon
- Musique : James C. Bradford, Adolph Tandler
- Production : Rudolph Flothow
- Société de production : Tiffany Productions
- Société de distribution : Tiffany Productions
- Pays d'origine :  États-Unis
- Langue originale : anglais
- Format : couleur (Technicolor) — 35 mm — 1,20:1 — son mono
- Genre : drame
- Durée : 78 minutes
- Dates de sortie : États-Unis : 10 mars 1930

## Distribution
- Jean Hersholt : August Bolte
- Eleanor Boardman : Helen von Linden
- Ralph Forbes : Karl von Reiden
- Claude Flemming (en) : Major Cromwell
- William von Brincken (en) : Major von Shultz